# Archéosine
L'archéosine (G*) est un nucléoside rare de certains ARN de transfert spécifique aux archées. Elle est formée d'une base nucléique qui a les mêmes propriétés d'appariement que la guanine, liée à un résidu de β-D-ribofuranose. Ce nucléoside a été découvert en 1982 lors du séquençage de l'ARNt de Thermoplasma acidophilum, une archée thermophile et acidophile de l'embranchement des Euryarchaeota, et a par la suite été retrouvée chez la plupart des autres espèces d'archées ; l'archéosine n'a en revanche jamais été observée chez les bactéries et des eucaryotes. Ce nucléoside résulte du remplacement d'un résidu de guanine en position 15 de la boucle D d'un ARN de transfert par une enzyme, de type ARNt-guanine glycosyltransférase, spécifique aux archées.

## Littérature
- Florian Klepper: Synthese der natürlichen tRNA Nukleosidmodifikationen Queuosin und Archaeosin, Dissertation, München 2007 (PDF; 5,1 MB).